# 高屏大橋
高屏大橋為台灣跨越高屏溪的橋梁之一，由公路局管轄，屬於臺一線的一部分，是往來高雄市與屏東縣的重要交通要道，與里嶺大橋、萬大大橋、與雙園大橋同時為高屏地區的四座主要橋樑（不含國道三號之高屏溪橋）。第三代橋全長約有1990公尺，於2002年2月17日動工，但因遭遇兩次承包商破產，在重新招標後於2008年7月22日完工通車。
在靠近大橋兩端的地方皆有設置雙向引道聯絡高架橋下公路，大寮端連接台29線，屏東端連接縣道189號。

## 第一代橋

### 興建背景

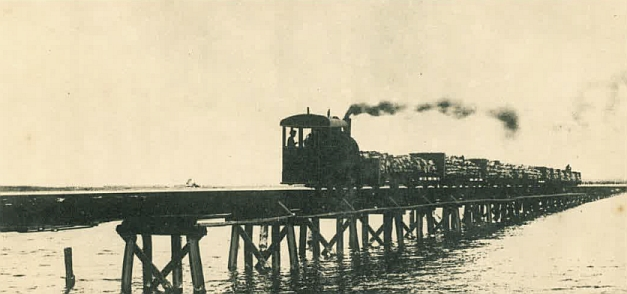
臺灣製糖的輕便鐵路橋（1908年）

臺灣日治時期前期，跨越下淡水溪（今名高屏溪）的橋梁，僅有臺灣製糖株式會社的輕便鐵路橋（1911年遭洪水沖失）及臺灣總督府鐵道部的屏東線下淡水溪鐵橋，沒有公路或人行橋梁跨過。 
1920年代起，臺灣的產業經濟及文化日漸發達，而臺灣總督府也陸續改良貫穿南北的縱貫道路，並建成跨越各大溪流的公路橋，到1935年底，縱貫道路全線只剩下濁水溪與下淡水溪（今高屏溪）無法通行汽車，且下淡水溪東岸早已有日本陸軍飛行第8聯隊進駐，實有交通、軍事、產業等需求，因此，地方人士開始向政府陳情建橋，經過多年努力，臺灣總督府交通局道路港灣課決定自1935年度起分四個年度興建下淡水溪公路橋。

### 開通歷程
第一代橋選址於臺鐵屏東線下淡水溪鐵橋下游1公里多之處，1935年11月29日舉行開工典禮，總經費250萬日圓。橋長1,700公尺、寬7.5公尺，採用上承式懸臂式鋼梁橋設計，新見組承包鋼筋混凝土橋墩與基礎工程，而橋梁上部的懸臂鋼梁則由橫川橋梁製作所生產，經高雄輸運至工地後，由黑板組架設，為當時大日本帝國全境最長的公路橋。
第一代橋命名「下淡水溪橋」，經過3年施工後，在1938年12月22日於本橋屏東端舉行開通典禮，由臺灣總督府交通局總長泊武治及軍政要員參與初渡，當天中午也在屏東公園舉辦慶祝園遊會。

### 停用拆除
一代橋橋面為兩線道，且鋪設有臺糖鐵道 「淡水溪幹線」，為鐵公路併用橋，在1978年10月31日第二代高屏大橋建成通車後，一代橋便少被車輛使用，僅臺糖鐵道維持運行。之後第一代橋於1990年6月24日被颱風歐菲莉引發的暴漲溪水沖毀，P23橋墩下陷，臺糖鐵路列車停駛。隨後同年8月23日又遭颱風楊希帶來豪雨引發的洪水沖歪P35橋墩，導致鋼梁落橋。
由於一代橋已遭毀損，且二代橋早在1978年即已開通，而上、下游的里嶺大橋及雙園大橋也相繼通車，因此一代橋已無留用價值，臺灣省公路局於1991年評估後決定拆除。一代橋拆除後，至今仍有橋墩與橋台殘跡遺留。

## 第二代橋
因第一代橋橋面僅寬7.5公尺，又與臺糖鐵路併用，致嫌狹窄，加上1970年代高雄、屏東地區工業發展迅速，陸上交通頻繁，已不敷交通需求，臺灣省公路局於是改善鳳山=屏東間台1線省道為4線道，其中包括籌款新台幣5億元新建第二代下淡水溪橋（高屏大橋）。
第二代橋位於第一代橋下游側約200公尺處，1976年7月4日動工興建，橋長1,990公尺，計40橋孔，上部結構採三孔連續二次施預力混凝土梁，每孔跨徑50公尺，大梁長40公尺，橋墩兩端各建5公尺懸臂梁以作為支承；下部結構為基礎沉箱與預力混凝土樁併用，橋面淨寬20公尺（另一說21.2公尺），鋪設瀝青混凝土路面，雙向共4車道，兩側並附設慢車道，於1978年10月30日完工、10月31日通車，通車當日屏東縣與高雄縣縣民於橋上舉行慶祝活動。
二代橋通車十餘年後，開始出現上班交通壅塞現象，此外也有橋基裸露、河床下降、甚至溪水長期沖刷導致橋墩下陷等問題，而高屏溪河床遭長期採砂影響，也使得二代橋出現安全疑慮，因此臺灣省公路局設置蛇籠保護二代橋橋墩，屏東縣政府也在1995年5月驅離高屏溪上的採砂船，以免危害第二代高屏大橋。

### 斷橋意外
2000年8月27日下午3時8分許，由於受到颱風碧利斯以及其後之降雨影響，第二代高屏大橋的P22/P23橋墩被溪水沖毀，100多公尺長的大橋橋面塌陷，造成行駛其上的17輛汽機車墜落，22人輕重傷，高屏兩地交通旋即中斷，高雄與屏東之間僅能夠繞道最近的萬大大橋或往北借道里嶺大橋通行，造成當時高雄縣與屏東市都會區間聯繫的不便。
交通部公路局於同年10月完成斷橋重建之設計與發包，11月1日動工，世泰營造公司承包，動工前再遭遇颱風象神侵襲，工地、便橋多處受損，該局即刻重新規劃，拆除斷裂的P22/P23橋墩，並新建全套管式基樁的Pa、Pb、Pc圓形橋墩，直徑2公尺，上部結構為預鑄鋼梁，於2001年3月31日復舊完工通車。
第二代橋復舊通車後，使用至2008年7月22日因第三代橋完工通車而停用拆除，現僅遺留部分殘跡。

## 第三代橋（現役）
由於第二代橋橋齡已逾20年，並且曾於2000年8月發生斷橋事件，讓中華民國交通部開始規劃在第二代舊橋上下游兩側新建兩座單向的新高屏大橋（三代橋）。
第三代橋一開始由國開營造公司承建，2002年2月17日舉行動工典禮，時任屏東縣縣長蘇嘉全、高雄縣縣長楊秋興、公路總局東西向高南區工程處處長陳逢源等各界人士與會。
新橋開工不久，承包商即發生財務問題而停工，公路總局隨即與之解約，重新發包後由德寶營造公司得標承建。
三代橋採弓型大跨距橋孔設計，橋面縱坡度設計3%，用場鑄懸臂工法及場鑄箱型梁逐跨架設支撐工法施工，建於二代舊橋上下游兩側，分別長1,355公尺、寬16公尺，兩端銜接第二代舊橋，並將第二代舊橋拓寬（高雄端拓寬段長300公尺、屏東端拓寬段長195公尺），總橋長1995.3公尺。橋梁下部結構採用150公分ψ全套管基樁，墩柱裝設防撞鋼板，防止洪水土石沖擊。
本橋施工期間因下游側經濟部水利署河川局興建固床工影響，河床水位上升5公尺，故辦理變更設計。又2004～2005年間颱風頻繁，深槽區上游側第18號橋墩基礎受洪水淹沒，經重新開挖三次才順利完成。
2006年6月，德寶營造公司發生財務危機，使施工進度停滯到2007年3月，經重新發包由中華工程公司得標，自同年4月2日繼續施工，當時橋下結構及部分高架段已完成，未完成的高架橋面由公路總局規劃14部懸臂工作車同步趕工，於2008年5月13日完成第三代橋橋面，同年7月22日正式通車。

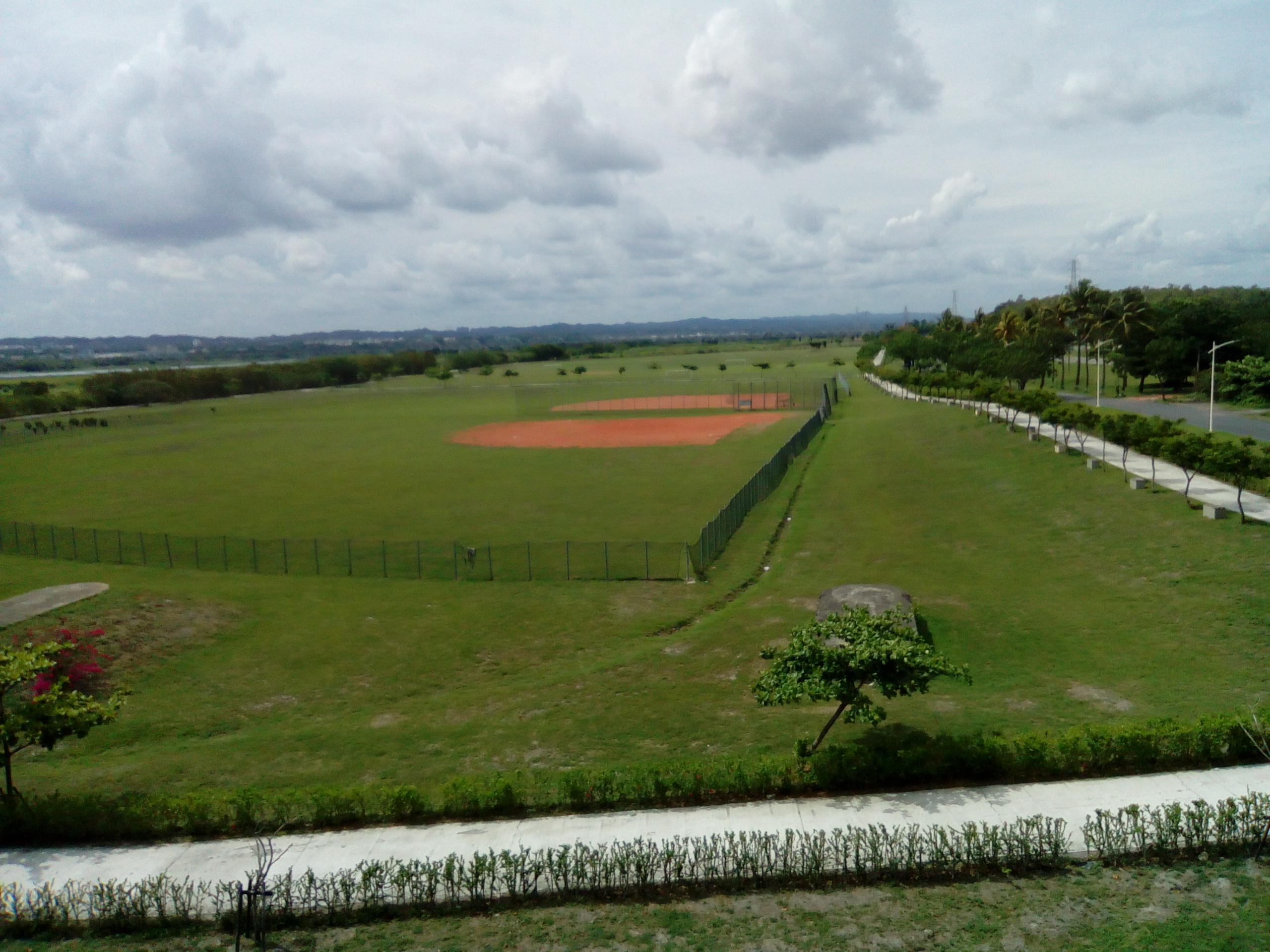
從高屏大橋上眺望屏東市高屏溪河濱公園

### 改建機慢車道
第三代高屏大橋機慢車道因寬度太窄，超車時容易發生車禍，平均每年發生50起以上車禍，例如2018年即發生62起，不少機車騎士表示只要騎上高屏大橋，就感到害怕，而發生車禍後每每造成交通癱瘓堵塞。經多年反映之後，交通部公路總局第三區養護工程處斥資約4千萬元改建，將3線快車道由原本各3.5公尺縮減到3.25公尺，機慢車及快車道間分隔的緣石也縮窄，把多出來的空間設立2線機慢車道，各寬1.75公尺。是項工程自2019年12月開工，歷時3個月，已於2020年3月中旬完成。